# 11735 Isabellecohen
11735 Isabellecohen è un asteroide della fascia principale. Scoperto nel 1998, presenta un'orbita caratterizzata da un semiasse maggiore pari a 3,0077252 au e da un'eccentricità di 0,1314140, inclinata di 3,61368° rispetto all'eclittica.